# Club Deportivo Sport Unión Supe
El Unión Supe es un club de fútbol peruano del distrito de Supe en la provincia de Barranca, departamento de Lima. Fue fundado en 1954 y participa en la Copa Perú. Jugó en la Segunda División del Perú en la edición 1997.

## Historia
El club fue fundado el 12 de octubre de 1954 en la casa del socio Fabián Delgado Coca en la Calle Sucre del distrito de Supe. Su primer presidente fue Valeriano Delgado Coca, cuya familia siempre ha estado ligada al equipo.
Fue el primer campeón provincial de Barranca en 1985 luego de que la Provincia de Barranca fuera creada el año anterior. En 1992 jugó la Etapa Regional de la Copa Perú donde terminó segundo en la Region IV detrás de Juventud La Palma que se quedó con el cupo a la Segunda División 1993.
En 1996 logró el subcampeonato departamental de Lima ascendiendo junto a Deportivo AELU a Segunda División. La escuadra supana finalizó el torneo de Segunda División 1997 en la ubicación 12, perdiendo la categoría y retornando a la Copa Perú.
En 2006 llegó hasta la semifinal departamental donde fue eliminado por Hijos de Acosvinchos.
En la Copa Perú 2008, tras lograr el campeonato distrital, terminó en tercer lugar de la Etapa Provincial de Barranca por lo que obtuvo el último cupo a la Etapa Departamental. En esa fase, tras eliminar en semifinales a Juventud Barranco, llegó a la final departamental de Lima donde quedó como subcampeón y clasificó a la Etapa Regional donde eliminó a Pilsen y Atlético Chalaco del Callao y logró instalarse en la Etapa Nacional. Allí enfrentó en octavos de final a Colegio Nacional de Iquitos contra quien empató 1-1 tanto en el partido de ida como en la vuelta en Iquitos, siendo eliminados en la definición por penales por 4-2.
Al año siguiente empezó su participación en la Copa Perú desde la Etapa Departamental donde fue eliminado en cuartos de final por el Deportivo Independiente de Miraflores. En 2015 llegó hasta la semifinal de la Etapa Provincial donde perdió el pase a la Departamental tras caer ante Deportivo Cosmos de Barranca por un marcador global de 4-2.
En 2022 fue campeón distrital de Supe Pueblo y campeón provincial de Barranca tras lo cual clasificó a la Etapa Departamental de Lima. En primera fase superó a Deportivo Casa Blanca pero fue eliminado en cuartos de final por José de San Martín de Végueta por un marcador global de 3-2 (derrota 2-0 de visita y triunfo 2-1 como local). 
Clasificó a la Etapa Departamental de Lima 2025 como subcampeón provincial y llegó hasta octavos de final donde fue eliminado por Independiente Cerro Blanco en definición por penales.

## Datos del club
- Temporadas en Segunda División: 1 (1997).

## Sede
El club cuenta con su local propio ubicado en el jirón Sucre N.º 755 en el distrito de Supe.

## Entrenador
- Irlan Cáceres Quispe (2022-2023)
- José Tom Chinchin (2024)

## Palmarés

### Torneos regionales
| Competición regional                 | Títulos                                                     | Subcampeonatos |
| ------------------------------------ | ----------------------------------------------------------- | -------------- |
| Etapa Regional - Región IV (0/1)     |                                                             | 2008.          |
| Liga Departamental de Lima (0/2)     |                                                             | 1996, 2008.    |
| Liga Provincial de Barranca (3/1)    | 1985, 1996, 2022.                                           | 2025.          |
| Liga Distrital de Supe Pueblo (10/2) | 1985, 1986, 2008, 2010, 2017, 2019, 2022, 2023, 2024, 2025. | 2007, 2015.    |